# 辻寛治
辻 寛治（つじ かんじ、1879年9月19日 - 1960年6月2日）は日本の医学者（内分泌学）。京都帝国大学名誉教授。島根県出身。郷里と相国寺に墓所がある。

## 略歴
- 1879年 島根県邇摩郡大国村（現・大田市仁摩町）に木島幸太郎・コマの子として生まれる。
- 1906年 京都帝国大学医科大学卒業（成績優秀により恩賜の銀時計を授与される[1]）。その後、鹿児島県立病院内科部長などを歴任。
- 1914年 ドイツへ留学するが第一次世界大戦が勃発したためイギリスに渡り、ロンドン大学でアーネスト・スターリング教授に師事[1]。
- 1918年 日本へ帰国する。
- 1921年 京都帝国大学教授に就任。
- 1925年 日本内分泌学会を創立。
- 1927年 日本内科学会会頭に就任。
- 1942年 京都帝国大学教授を退官。